# Kei (chanteuse)
Dans ce nom coréen, le nom de famille, Kim, précède le nom personnel.
Pour les articles homonymes, voir Kei.
Kim Ji-yeon (coréen : 김지연), dite Kei (coréen : 케이),  née le 20 mars 1995 à Bupyeong-gu à Incheon, est une chanteuse et actrice de comédie musicale sud-coréenne. Elle commence sa carrière en 2014 en tant que membre du girl group sud-coréen Lovelyz, sous le label Woollim Entertainment. Elle débute ensuite en solo en 2019.
En 2023, Kei remporte l'émission Queendom Puzzle de Mnet lui permettant alors d'intégrer le supergroupe de K-pop El7z Up.

## Discographie

### Mini-album (EP)
| Titre         | Détails                                                           | Classements | Ventes         |
| Titre         | Détails                                                           | COR         | Ventes         |
| ------------- | ----------------------------------------------------------------- | ----------- | -------------- |
| Over And Over | - Date de sortie : 8 octobre 2019 - Label : Woollim Entertainment | 7           | - COR : 14 480 |

### Singles
| Année                                                      | Titre         | Classement | Album         |
| Année                                                      | Titre         | COR        | Album         |
| ---------------------------------------------------------- | ------------- | ---------- | ------------- |
| 2019                                                       | I Go          | —          | Over And Over |
| 2024                                                       | Winter Garden | —          | Hors album    |
| "—" indique que le single ne s'est pas classé dans ce pays |               |            |               |

## Filmographie

### Web-série
| Année | Titre                       | Titre original   | Chaîne   | Rôle        | Note(s)        | Réf.  |
| ----- | --------------------------- | ---------------- | -------- | ----------- | -------------- | ----- |
| 2016  | Matching! Boys Archery Club | 매칭! 소년양궁부 | Naver TV | Hong Shi-ah | Rôle principal | [ 8 ] |

### Émissions télévisées
| Année     | Titre           | Titre original | Chaîne | Note(s)    | Réf.   |
| --------- | --------------- | -------------- | ------ | ---------- | ------ |
| 2018—2019 | Music Bank      | 뮤직뱅크       | KBS2   | Animatrice | [ 9 ]  |
| 2023      | Queendom Puzzle | 퀸덤 퍼즐      | Mnet   | Candidate  | [ 10 ] |

## Théâtre

### Comédies musicales
| Année | Titre                | Titre original    | Rôle           | Note(s)         |
| ----- | -------------------- | ----------------- | -------------- | --------------- |
| 2017  | At The Age of Thirty | 서른 즈음에       | Ok-hee         | Rôle principal  |
| 2021  | Midnight Sun         | 태양의 노래       | Seo Hae-na     | Rôle principal  |
| 2022  | Xcalibur             | 엑스칼리버        | Guenièvre      | Rôle de soutien |
| 2022  | Death Note           | 데스노트          | Amane Misa     | Rôle de soutien |
| 2024  | Notre Dame de Paris  | 노트르담 드 파리  | Fleur-de-Lys   | Rôle de soutien |
| 2024  | Your Lie in April    | 4월은 너의 거짓말 | Kaori Miyazono | Rôle principal  |